# Star Wars: Epizoda I – Skrytá hrozba
Star Wars: Epizoda I – Skrytá hrozba (v anglickém originále Star Wars: Episode I – Phantom Menace) je americký sci-fi film z roku 1999, v pořadí čtvrtý celovečerní snímek ze série Star Wars amerického producenta George Lucase a jeho společnosti Lucasfilm. Speciální efekty a animace vytvořila její dceřiná společnost Industrial Light and Magic. Film je prequelem, tedy dějově předchází všem snímkům, které byly natočeny dříve.

## Příběh
Planeta Naboo je blokována Obchodní federací, vedenou Nutem Gunrayem, jako protest proti novému zákonu o danění obchodních cest. Nově zvolená královna Naboo, Královna Amidala požádá kancléře republiky Valoruma o diplomatickou pomoc. Ten vyšle na Naboo dva rytíře Jedi, (Obi-Wan Kenobiho a Qui-Gon Jinna). Ti jsou však při vyčkávání na audienci přepadeni droidy Obchodní federace a jsou nuceni uprchnout do lodních hangárů. Zde objeví obrovskou armádu droidů, kteří se připravují k výsadku na planetu. Podaří se jim ukrýt v invazních lodích a spolu s vojenskými silami přistávají na planetě.
Oba dva rytíři Jedi se poté vydávají požádat o pomoc podmořskou říši, Gungany. Představitel Gunganů však odmítne poskytnout jakoukoli pomoc, kromě lodě pro Jedie na proplutí planety za doprovodu Gungana, Jar-Jar Binkse. Mezitím armáda droidů bez náznaku jediného odporu obsadí celou planetu a zanedlouho vstupuje místokrál Obchodní federace do hlavního města a zatýká královnu Amidalu a nejvyšší členy vlády. Jediové mezitím proplují po mnoha nesnázích jádrem planety a vylodí se v hlavním městě. Zde se jim podaří osvobodit královnu, kterou zrovna eskortují bitevní droidi do tábora. Spolu s královninou stráží se pak probojují do hlavního hangáru, kde se jim podaří odletět v lodi typu Nubian 3000. Při odletu z planety jsou však málem zničeni střelami lodí z blokády, ovšem díky hrdinství droida R2-D2 přežijí a odlétají na planetu Coruscant vysvětlit senátu Galaktické republiky, jak se věci mají. Mezitím se však jejich loď porouchá, a tak skupina nuceně přistane na pouštní planetě Tatooine.
Ihned po dosednutí se Qui-Gon vydává spolu s Jar-Jar Binksem a královnou Padmé Amidalou (která předstírá, že je svá vlastní služebná) do blízkého města. Zde se snaží najít obchodníka se součástkami na opravu Nubiana. Naleznou pouze jediný obchod, kde je motor k dostání, ale tam nemohou zaplatit, protože Qui-Gon má jen republikové peníze a ty obchodník nehodlá přijmout. Musí tedy najít jiný způsob, který se mu ale brzo dostane pod ruku. Je to mladík Anakin Skywalker, který slouží jako opravář v zmiňovaném obchodě. Nabídne se, že poletí závod kluzáků se svým tajně postaveným kluzákem. Qui-Gon v Anakinovi ucítí velkou Sílu a proto svolí. Ten den večer také zjistí, že Anakin má největší množství midichlorianů v těle, jaké kdy bylo ve vesmíru zjištěno.
Následujícího dne se koná závod, ve kterém Anakin po lítém boji se svým sokem Sebulbou zvítězí a tak vyhraje peníze na nakoupení součástek. Zároveň je díky Qui-Gonovi osvobozen a může s ním letět na Coruscant. Během několika dnů je loď připravena ke startu. Ve chvíli, kdy k ní Qui-Gon přichází spolu s Anakinem, napadne mistra Jedi neznámý muž s červeným světelným mečem (Darth Maul). Qui-Gon sice unikne i s Anakinem, ale je z nenadálého setkání velmi překvapen a rozhodne se o něm informovat radu Jediů. Po příletu na Coruscant jde královna (ve skutečnosti služebná, která hraje dvojnici královny) okamžitě do republikového senátu upozornit na porušení práv své planety, ale celý senát je podplacený Obchodní konfederací, tudíž služebná nedosáhne žádného výsledku. Celá zoufalá uposlechne rady senátora Palpatina, aby se pokusila hlasovat o nedůvěře senátu kancléři Valorumovi. Hlasování skončí kancléřovým odvoláním a začne se vybírat nový kandidát. Mezitím informuje Qui-Gon s Obi-Wanem o podivném incidentu na Tatooine a zároveň se snaží, aby rada začlenila Anakina do řádu Jedi. Rada to však odmítá, protože se jí zdá, že malý chlapec je příliš nebezpečný. Qui-Gon je velmi pobouřen, ale nechce radě příliš odporovat a tudíž se podvolí.
O několik dní později už královna Amidala (služebná) nevydrží čekat a rozhodne se odletět zpět na Naboo, aby se pokusila získat vládu do svých rukou. Opět ji doprovází Qui-Gon s Obi-Wanem a nakonec také Anakin. V rozhodující chvíli se královna Amidala odhalí před Gungany, aby odlákali armádu Obchodní federace od města, zatímco ona v nehlídaném městě vpadne s malým oddílem do paláce a pokusí se zajmout místokrále. O pár dní později je plán proveden. Armáda Gunganů čelí na pláních nedaleko od města přesile armády droidů, která, řízena z velící lodě na orbitě planety, dosahuje rychlého vítězství. V hlavním městě však v té chvíli dvě malé skupinky (jedna pod vedením královny a druhá pod velením služebné) vpadnou do paláce společně s oběma rytíři Jedi a Anakinem. V paláci však narazí na Dartha Maula, který se pusti do boje s oběma Jedii. Anakin mezitím omylem odstartuje ve stíhačce za ostatními bojovníky na oběžné dráze. Podaří se mu proniknout až do hangáru řídící lodě droidů, kde odpálí několik střel do hlavního generátoru, čímž loď zničí a armáda droidů se tím deaktivuje, tudíž jsou Gungani zachráněni. Mezitím královna zajme místokrále. Avšak Qui-Gon a Obi-Wan neustále svádějí tuhý souboj s Darthem Maulem. Po lítém souboji Maul zabije Qui-Gona, ale Obi-Wan ho následně s velkým štěstím zabije, přičemž jasně potvrdí, že tajemný muž byl Sith, o kterých se myslelo, že už dávno zmizeli z vesmíru. Následně doběhne k umírajícímu mistrovi, kterému dá slib, že vychová Anakina jako svého padawana. Yoda zprvu odporuje, ale poté, co se dozví, že Obi-Wan dal slib, rozhodne Anakina do řádu přijmout.
Královna Amidala tak opět získá moc na Naboo spolu s Gungany. Na Coruscantu se zvolí nový kancléř, jímž se stane nečekaně Palpatine, který také okamžitě přilétá na Naboo, aby oslavoval vítězství demokracie a také aby se zúčastnil pohřbu Qui-Gona. Nový kancléř tedy může být spokojen, ale rada Jediů ne. Do galaxie se vrátili Sithové. Síly dobra a zla se opět blíží k střetu...

## Tržby
Navzdory svému kritickému přijetí byla Skrytá hrozba významný finanční úspěch, který při jeho debutu překonával rekordy. Překonal úspěšný film Ztracený svět: Jurský park, když za první zahajovací den vydělal více než 28 miliónů $ (překonaný v roce 2001 filmem Harry Potter a Kámen mudrců) a za prvních pět dnů po zahájení vzrostla tržba na 100 miliónů $ (překonaná v roce 2002 filmem Spider-Man). Také se stal nejrychlejším filmem, který dosáhl hodnoty 200 miliónů $ a 300 miliónů $, překonávající v tomto pořadí Den nezávislosti a Titanic. Skrytá hrozba byla v roce 1999 nejúspěšnějším filmem, který vydělal více než 431 miliónů $ v Severní Americe a 493 miliónů $ v ostatních světadílech. Celosvětová tržba tak činila 924 miliónů dolarů a dostala film na jedenáctý nejvyšší výdělek všech dob, stejně jako většina finančně úspěšných Hvězdných válek, které trhaly rekordy.

## Ocenění
Skrytá hrozba byla nominována na cenu Academy Awards za: Nejlepší zvukové efekty, Nejlepší visuální efekty a Nejlepší zvuk. Všechny tři nominace pokořily tehdy úspěšný film Matrix. Naproti tomu film dostal několik nominací na Golden Raspberry. Ty zahrnovaly: Nejhorší obraz, Nejhorší režie, Nejhorší screenplay, Nejhorší vedlejší role herce (Jake Lloyd jako Anakin), Nejhorší vedlejší role herečky (Sofia Coppola jako Saché) a Nejhorší vedlejší role v podání herce Ahmed Best jako Jar Jar Binks. Film vyhrál cenu Saturn Awards za Nejlepší kostým a Nejlepší visuální efekty, cenu MTV Movie Award za Nejlepší akční scénu a cenu Young Artist Award za nejlepšího mladého herce Jakea Lloyda. Také byl mimo jiné nominován na cenu BAFTA za Nejlepší visuální efekty a zvuk a získal cenu Grammy Nejlepší soundtrack. Magazín Empire ohodnotil v roce 2008 Skrytou hrozbu jako 449. nejlepší film všech dob (z 500).

## Obsazení
| Jake Lloyd        | Anakin Skywalker  |
| Liam Neeson       | Qui-Gon Jinn      |
| Ewan McGregor     | Obi-Wan Kenobi    |
| Natalie Portman   | Padmé Amidala     |
| Pernilla August   | Shmi Skywalkerová |
| Ian McDiarmid     | Palpatine         |
| Anthony Daniels   | C3PO              |
| Ahmed Best        | Jar Jar Binks     |
| Frank Oz          | Yoda              |
| Ray Park          | Darth Maul        |
| Samuel L. Jackson | Mace Windu        |
| Silas Carson      | Ki-Adi-Mundi      |
| Sofia Coppola     | Saché             |

| Postava                   | Dabing            |
| ------------------------- | ----------------- |
| Obi-Wan Kenobi            | Saša Rašilov      |
| Padmé Amidala             | Monika Ticháčková |
| Anakin Skywalker          | Vojtěch Rohlíček  |
| Qui-Gon Jinn              | Jaromír Meduna    |
| Palpatine (senátor)       | Vladimír Brabec   |
| Palpatine (Darth Sidious) | Jiří Plachý       |
| C-3PO                     | Tomáš Juřička     |

## Zajímavosti
- Na planetě Naboo nepadá ve vodopádech ze skály voda, ale sůl – alespoň tak to točili filmaři.
- Celý film byl v průběhu natáčení uchováván výhradně v digitální podobě.